# Godofredo de Namur
Godofredo I de Namur (Namur, Namur, Bélgica, 1068-19 de octubre de 1139). Fue Conde de Château-Porcien de 1087 a 1102 y Conde de Namur de 1105 a 1139, año de su muerte.

## Relaciones Familiares
Fue hijo de Alberto III de Namur Conde de Namur y de Ida de Sachsen, Condesa de La Roche. Se casó dos veces, la primera en 1087 con Sibylle de Château-Porcien de quien tuvo a:
- Elizabeth casada con Gervasio (?-1124), conde de Rethel.
- Flandrine casada con Hugo de Epinoy.

Su segundo matrimonio fue en 1109 con Ermesinda de Luxemburgo (1075-1143) de quien tuvo a:
- Adelaida de Namur (1112-1168) casada con Balduino IV, conde de Henao.

- Enrique el Ciego, conde de Namur (1113-14 de octubre de 1196) casado por dos ocasiones, la primera con Laurette de Lorena y la segunda con Inés de Geldern.

- Beatriz de Namur quien se casó con Gonthier de Rethel, conde de Rethel.